# 瓦伊哥谷
42°12′S 93°00′W / 42.2°S 93°W

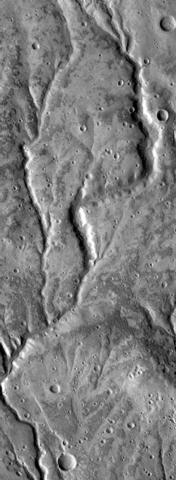
沃里戈谷附近的河谷，該分支河谷是水流曾經在火星表面存在的強力證據，而水流存在時的火星可能比現在高溫許多。由2001火星奧德賽號的熱輻射成像系統拍攝

沃里戈谷（Warrego Valles）是位於火星陶玛西亚区的一個古代河谷。中心座標42.2°S, 93°W。該峽谷長度188公里，以澳大利亞瓦伊哥河命名。

## 地理
水手9號和海盜號的影像顯示在陶馬西亞區的瓦伊哥谷有樹枝狀的河谷網。這些河谷網可能是是火星曾經較溫暖潮濕遗留下来的，有学者认为其是火星可能曾有降水的證據。研究人员第一次看到瓦伊哥谷就發現它与地球上的河谷很相似，但之後任務的更先的进攝影機拍攝的較高解析度影像顯示這些谷地其实是不連續的。這些河谷可能非常古老，且受過侵蝕。以下圖片顯示了瓦伊哥谷的分支谷地。